# Карлен Абгарян
Карле́н Ара́мович Абгаря́н (нар. 4 вересня 1928 — пом. 4 лютого 1995) — совєцький вірменський учений в області технічної кібернетики, член-кореспондент академії наук СРСР (після 1991 року — Російської академії наук).

## Біографія
- 1952 — закінчив Московський авіаційний інститут.
- 1953–1977 — аспірант, начальник лабораторії, викладач, доцент, професор, завідувач кафедрою та декан факультету прикладної математики МАІ.
- 1977–1979 — директор Інституту механіки АН Вірменської РСР.
- 1979–1986 — директор обчислювального центру АН Вірменської РСР.
- 1987–1994 — провідний науковий співробітник МАІ.
- 1987 — член-кореспондент АН СРСР (Відділення проблем машинобудування, механіки та процесів управління).
- 1991 — член-кореспондент РАН.

Праці з теорії систем автоматичного управління.
Дійсний член Американського математичного товариства.
Доктор технічних наук, професор.

## Сім'я
Дочка — Каріне Карленовна Абгарян, к.ф.-м.н., доцент МАІ, зав. сектором ВЦ РАН. Син — Вартан Карленовіч Абгарян (1958), науковий співробітник МАІ.

## Книги
- «Опыт моделирования уровня эстетической культуры студентов» — 82 с ил. 22 см, М.: Изд-во Моск. ун-та, 1979.
- «Матричное исчисление с приложениями в теории динамических систем» — М.: Вуз. книга, 2004. — 543 с.
- «Введение в теорию устойчивости движения на конечном интервале времени» — М.: Наука, 1992.